# Gong (hangszer)
A gong többnyire bronzból készült, korong alakú, kelet- és délkelet-ázsiai zenei ütőhangszer. Hazája India, legfőbb elterjedési területe ma Kelet- és Dél-kelet Ázsia, valamint Indonézia, ahol hangolt gongok sorozatának különböző típusait használják. Főleg bronzból vagy sárgarézből készítik, de más ötvözetet is használnak.
Többféle formája van. Az egyik tipusát néha tam-tam-nak is nevezik, hogy megkülönböztessék őket a hangolt hangot adó gongoktól.
A 18. században még csak a katonai zenekarokban jutott neki szerep, ahol a török invázió folytán honosult meg, de a 19. század elején már a színházi és a nagy zenekarokban is széltében használták drámai hatások fokozása céljából. Két érclemezből áll, amelyek az egyik oldalon fogóval mint hangelszigetelővel vannak ellátva, és kezelőjük erősebben vagy gyengébben összeüti őket, miáltal élesen és tartósan vibráló lármás zörej idéződik elő. Sem külön notációja, sem hangneme nincsen, csak időnként egy vonalsorban az ütéseit jelzik, amikor a zeneíró intenciója ezt megkívánja.